# Not of This World
Not of This World – koncepcyjny album studyjny zespołu Pendragon z 2001 roku. Został wydany dopiero 5 lat po poprzednim (The Masquerade Overture) z powodu długiego procesu rozwodowego Nicka Barretta.

## Spis utworów
1. If I Were the Wind (And You Were the Rain) – 9:25
2. Dance Of The Seven Veils – 11:42
1 – Faithless
2 – All Over Now
3. Not of this World – 17:28
1 – Not of this World
2 – Give it to Me
3 – Green Eyed Angel
4. A Man of Nomadic Traits – 11:44
5. World's End – 17:48
1 – The Lost Children
2 – And Finally...

## Skład zespołu
- Nick Barrett – śpiew, gitara
- Clive Nolan – instrumenty klawiszowe
- Peter Gee – gitara basowa, gitara
- Fudge Smith – instrumenty perkusyjne

## Pozycje na listach
| Lista | Kraj   | Pozycja |
| ----- | ------ | ------- |
| OLiS  | Polska | 29      |